# Lena Headey
Lena Kathren Headey (Hamilton, Bermudas, 3 de octubre de 1973) es una actriz británica, conocida por sus papeles de la reina Gorgo en 300, Sarah Connor en Terminator: The Sarah Connor Chronicles y el de Cersei Lannister en Game of Thrones.

## Biografía

### Primeros años
Lena Headey nació en Hamilton (Bermudas), donde su padre, un oficial de policía británico, había sido destinado. Cuando tenía ocho años, pasó con su familia a Inglaterra, a la localidad de Huddersfield, en Yorkshire del Oeste.

### Carrera
Tuvo papeles en Lo que queda del día, Posesión, El juego de Ripley, Imagine Me & You, Dredd y en El secreto de los hermanos Grimm. Sin embargo, la película con la que llegó a la fama fue 300, donde interpreta a la reina Gorgo. En 2008 empezó a interpretar a Sarah Connor en la serie The Sarah Connor Chronicles, que duró dos temporadas, antes de ser cancelada. Desde 2011 hasta 2019 interpretó a la reina Cersei Lannister en la serie Juego de tronos, gracias a la recomendación de su amigo Peter Dinklage.
En agosto de 2013 interpretó a Jocelyn Fray, madre de la protagonista, en la adaptación cinematográfica de The Mortal Instruments (basada en la novela de Cassandra Clare). Ese mismo año Headey protagonizó un piloto, que no llegó a salir adelante, de la serie danesa Rita.
En 2001 ganó el premio Silver Iris a la mejor actriz por su papel en la película Aberdeen. En 2003 fue nominada al premio Chlotrudis como mejor actriz, de nuevo por Aberdeen.
En 2007, fue nominada por su actuación en la película 300 al premio MTV Movie en la categoría Breakthrough Performance y al premio Teen Choice en la categoría de mejor actriz de acción y aventura.
Ha sido nominada a los premios Emmys en cuatro ocasiones por su papel como Cersei Lannister en Juego de Tronos en 2014, 2015, 2016 y 2019.
En 2022 protagonizó el thriller “Nueve Balas”. Un año más tarde intervino en la miniserie de televisión “Los Fontaneros De La Casa Blanca” (2023), con Woody Harrelson y Justin Theroux.

### Vida personal

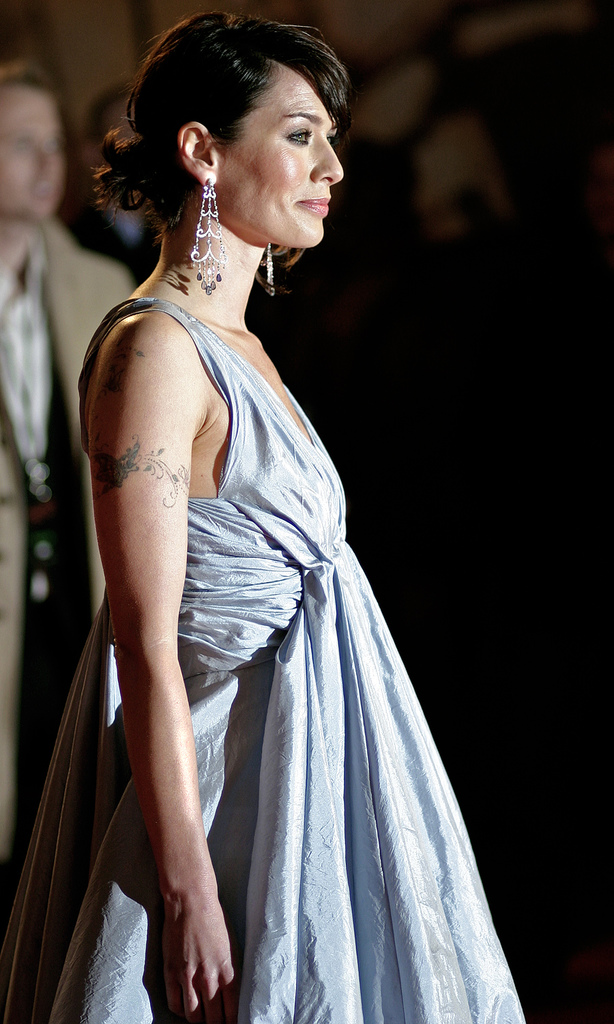
Lena Headey en el estreno de la película 300, en Londres

Es vegetariana, y declaró en una entrevista en 2011 que ocasionalmente sigue una dieta vegana.
Headey se casó con el músico Peter Loughran en mayo de 2007. Su hijo, Wylie Loughran, nació el 31 de marzo de 2010. Headey y Loughran se separaron en 2011, y ella pidió el divorcio en julio de 2012, el cual fue finalizado en diciembre de 2013. El 10 de julio de 2015 tuvo una hija llamada Teddy con el productor de cine Dan Cadan, un amigo de la infancia con quien trabajó en el corto The Devil's Wedding. Se separaron en junio de 2019. En octubre de 2022, Headey se casó con Marc Menchaca, con quien mantiene una relación desde 2020.
Headey mantiene una buena relación con su coprotagonista de las películas The Cave e Imagine Me & You, Piper Perabo. También es buena amiga de su coprotagonista en Game of Thrones, Peter Dinklage, quien fue quien la recomendó para el papel de Cersei a los productores de la serie.

## Filmografía

### Cine
| Año  | Nombre                                     | Personaje                |
| ---- | ------------------------------------------ | ------------------------ |
| 1992 | Waterland                                  | Mary de niña             |
| 1993 | Century                                    | Miriam                   |
| 1993 | Lo que queda del día                       | Lizzie                   |
| 1994 | El libro de la selva: la aventura continúa | Katherine Kitty Brydon   |
| 1995 | The Grotesque                              | Cleo Coal                |
| 1997 | Face                                       | Connie                   |
| 1997 | Mrs. Dalloway                              | Sally                    |
| 1998 | The Man with Rain in His Shoes             | Sylvia Weld              |
| 1999 | Inside-out                                 | Window Dresser           |
| 1999 | Onegin                                     | Olga                     |
| 2000 | Aberdeen                                   | Kaisa                    |
| 2000 | Gossip                                     | Cathy Jones              |
| 2000 | Ropewalk                                   | Allison                  |
| 2001 | The Parole Officer                         | Emma                     |
| 2002 | Anazapta                                   | Lady Matilda Mellerby    |
| 2002 | Posesión                                   | Blanche Glover           |
| 2002 | Ripley's Game                              | Sarah Trevanny           |
| 2003 | No Verbal Response                         | Dr. Megan Pillay         |
| 2003 | The Actors                                 | Dolores                  |
| 2005 | Imagine Me & You                           | Luce                     |
| 2005 | The Brothers Grimm                         | Angelika                 |
| 2005 | The Cave                                   | Dra. Kathryn Jennings    |
| 2005 | Round About Five                           | Novia                    |
| 2006 | Vacancy                                    | Pam Bishop               |
| 2006 | 300                                        | Reina Gorgo              |
| 2007 | St Trinian's                               | Srta. Dickinson          |
| 2007 | The Contractor                             | Annette Ballard          |
| 2008 | Der Rote Baron                             | Käte Otersdorf           |
| 2008 | The Broken                                 | Gina McVey               |
| 2008 | Whore                                      | Mamá                     |
| 2009 | Laid to Rest                               | Cindy                    |
| 2009 | Tell-Tale                                  | Elizabeth Clemson        |
| 2009 | The Devil's Wedding                        | La novia del diablo      |
| 2010 | Pete Smalls Is Dead                        | Shannah                  |
| 2012 | Dredd                                      | Madeline Ma-Ma Madrigal  |
| 2013 | Cazadores de sombras: Ciudad de hueso      | Jocelyn Fray             |
| 2013 | The Purge                                  | Mary Sandin              |
| 2014 | The Adventurer: The curse of the Midas box | Monica                   |
| 2014 | Low Down                                   | Sheila Albany            |
| 2014 | 300: Rise of an Empire                     | Reina Gorgo              |
| 2015 | Zipper                                     | Jeannie Ellis            |
| 2015 | Unity                                      | Narradora                |
| 2016 | Pride and Prejudice and Zombies            | Lady Catherine de Bourgh |
| 2016 | Final Fantasy 15: Kings Glaive             | Lunafreya Nox Fleuret    |
| 2019 | Twist                                      | Sikes                    |
| 2019 | The Flood                                  | Wendy                    |
| 2020 | Rita                                       | Rita                     |
| 2021 | Gunpowder Milkshake                        | Scarlet                  |
| 2022 | Nueve balas                                | Gypsy                    |

### Televisión
| Año       | Título                                   | Rol                            | Notas                                         |
| --------- | ---------------------------------------- | ------------------------------ | --------------------------------------------- |
| 1993      | Screen Two                               | Margaret                       | episodio: "The Clothes in the Wardrobe"       |
| 1993      | Spender                                  | Emily Goodman                  | 2 episodios                                   |
| 1993      | How We Used to Live                      | Grace Palmer                   | 3 episodios                                   |
| 1993      | Soldier Soldier                          | Shenna Bowles                  | 3 episodios                                   |
| 1994      | Fair Game                                | Ellie                          | película para televisión                      |
| 1994      | MacGyver: Trail to Doomsday              | Elise Moran                    | película para televisión                      |
| 1995      | Devil's Advocate                         | Clare Rigby                    | película para televisión                      |
| 1995      | Loved Up                                 | Sarah                          | película para televisión                      |
| 1996      | Ballykissangel                           | Jenny Clark                    | episodio "The Things We Do for Love"          |
| 1996–1997 | Band of Gold                             | Colette                        | 8 episodios                                   |
| 1997      | Kavanagh QC                              | Natasha Jackson                | episodio "Diplomatic Baggage"                 |
| 1997      | The Hunger                               | Steph Reynolds                 | episodio "Menage a trois"                     |
| 1998      | Merlin                                   | Guinevere                      | miniserie                                     |
| 2002      | The Gathering Storm                      | Ava Wigram                     | película para televisión                      |
| 2004      | The Long Firm                            | Ruby Ryder                     | 2 episodios                                   |
| 2006      | Ultra                                    | Penny/Ultra                    | piloto                                        |
| 2008–2009 | Terminator: The Sarah Connor Chronicles  | Sarah Connor                   | 31 episodios                                  |
| 2009      | The Super Hero Squad Show                | Black Widow / Mystique (voces) | episodio: "Deadly Is the Black Widow's Bite!" |
| 2011      | White Collar                             | Sally                          | episodio "Taking Account"                     |
| 2011-2019 | Juego de Tronos                          | Cersei Lannister               | 62 episodios                                  |
| 2014-2017 | Uncle Grandpa                            | Tía abuela (voz)               | 4 episodios                                   |
| 2015-2017 | Danger Mouse                             | Jeopardy Mouse (voz)           | 8 episodios                                   |
| 2017-2018 | Trollhunters: Tales of Arcadia           | Morgana (voz)                  | 13 episodios                                  |
| 2018-2019 | Rise of the Teenage Mutant Ninja Turtles | Big Mama (voz)                 | 9 episodios                                   |
| 2019      | The Dark Crystal: Age of Resistance      | Maudra Fara (voz)              | 6 episodios                                   |
| 2019-2020 | El tren infinito                         | Amelia (voz)                   | 9 episodios                                   |
| 2020      | Wizards: Tales of Arcadia                | Morgana (voz)                  | 9 episodios                                   |
| 2021      | Amos del Universo: Revelación            | Evil-Lyn (voz)                 |                                               |
| 2023      | White House Plumbers                     | Dorothy Hunt                   |                                               |